# Nesolagus netscheri
El conejo rayado de Sumatra (Nesolagus netscheri), también conocido como conejo de orejas cortas de Sumatra, es una especie de mamífero lagomorfo de la familia Leporidae. Era, hasta hace poco, el único representante del género Nesolagus, posiblemente el género de lagomorfo más desconocido para la ciencia. Se localiza en el suroeste de Sumatra, en bosques montañosos de entre 600 y 1.500 metros de altitud, en las montañas Barisa.
Se trata de una especie casi desconocida que poco tiene que ver otras razas de conejos como los conejos blancos, los conejos de campo o los conocidos conejos rex.
Su peso ronda el kilo y medio. Mide de 35 a 40 cm de largo, 15 mm la cola. Predomina el color marrón-rojizo con bandas oscuras por todo el cuerpo, incluyendo una característica que va de los hombros hasta la grupa atravesando todo el dorso. La parte ventral es de color blanquecina.
El Nesolagus netscheri es un animal de costumbres nocturnas. Por el día permanece escondido en madrigueras y agujeros nunca hechos por él mismo, sino utilizando los de otros animales o agujeros naturales. Por la noche sale a alimentarse de tallos y hojas.
Tan sólo ha habido un avistamiento confirmado de esta especie desde 1972, de ahí su fama de lagomorfo extraño. Posteriormente en 1998 , el prestigiado fotógrafo Jeremy Holden captó las primeras fotografías de este raro animal.